# Pierre Patureau
Pierre Patureau, né à Bordeaux le 11 octobre 1924 et mort le 1er mars 2020 à Vic-Fezensac, est un artiste peintre français.
Diplômé de l’École des Beaux-Arts de Bordeaux il a ensuite vécu au Maroc où il a passé une grande partie de son existence.
De ses pérégrinations, il a rapporté des milliers de croquis pris sur le vif, des chroniques de voyage dessinées dans des carnets et des séries d'aquarelles dont il s'est inspiré pour sa peinture.
« Mystérieuse source de lumière » : Mireille Schnorf parle, à propos de la peinture de Patureau, de l'« effet Turner ».[source insuffisante]

## Expositions
- 2017 : Crypte Sainte-Eugenie à Biarritz
- 2013 : Espace Saint-Michel à Condom (Gers) voir vidéo sur YouTube
- 2012 : Galerie Pour L'Amour de l'Art à Paris
- 2006 : Galerie The Orange Tree à Seillans
- 2005 : Galerie Agora à New York
- 2005 : Galerie Gora à Montréal
- 2004 : Galerie Picpus à Montreux
- 2004 : Galerie Artisti à Nyon
- 2003 : Rétrospective à la Maison Ravier à Morestel (Isère). « Regard au-delà de la lumière, de la raison. Il est de ces immensités où le regard chavire[2]. »
- 2003 : Exposition à la Internazional dell Arte Contaporanea de Florence
- 2001 : Château de Herrsching am Ammersee
- 1999 : Galerie Picpus de Montreux (Suisse) pour la fête des Vignerons dont l’anniversaire n’a lieu que tous les 25 ans. « Insaisissables éléments, fugaces et mouvants, sujet aux métamorphoses et aux turbulences de l'air et du chemin infini[3]. »
- 1997 : Venise Cadre Casablanca « Patureau peint avec son âme, c'est le Turner du Maroc[4]. »
- 1995 : Cité des Peintres de Morestel
- 1987 : « C'est du très grand Art, car tout cela est fort savant tout en paraissant d'une extrême simplicité[5] »
- 1987 : Galerie Krupan à Munich« Une rive française qui ne cesse de voyager[6]. »
- 1983 : Galerie Van Dyck à Bruxelles
- 1985 : Galerie Art-Nold à Nice « Comme Turner[7] »
- 1974 : Galerie des Orfèvres à Paris
- 1971 : Galeria El Muro à Caracas « Un peintre essentiellement français[8] »
- 1970 : Exposition sous l’égide d’Air France à Rio de Janeiro, avec le Centre Culturel Français pour la première collection d’Art Contemporain Brésilien. « Un modèle de peintre[9] »
- 1969 : La Palette Bleue à Paris « Un grand maître dont les leçons ne sont pas près de se perdre[10] »
- 1948 : Galerie Venise Cadre à Casablanca « Peinture de la solitude et du souvenir[11] »

## Distinctions
- 2001 : Grand Prix de poésie[12] pour "le mur des poètes" de Carnac
- 2000 : Prix Uranie[13] des Jeux Floraux du Pays basque.
- 1999 : Grand Prix du Moulin de l’Écluse[12] pour "lettre à un jeune peintre" de Carnac
- 1988 : médaille de bronze[14] des Arts-Sciences-Lettres de Paris
- 1983 : Chevalier dans l'Ordre des Arts et des Lettres[15] par le Ministre de la Culture Jack Lang
- 1984 : 1re mention des Arts et Lettres de France[16]
- 1981 : dîplôme d'honneur et prix "Albrecht Durer"[17] de l'International Arts Guild de Monte-Carlo
- 1979 : Médaille d'argent « Arts-Sciences-Lettres » de Paris [18]
- 1977 : prix "illustrateur de poésies"[19] du concours international de poésie de Toulouse
- 1976 : médaille de bronze pour "lettres, Arts et Sciences" de la Haute Académie de Lutèce de Paris [20]
- 1972 : médaille d 'or[21] et diplôme de reconnaissance de la Société Royale Belge
- 1972 : Médaille d'or de l'Académie de Lutèce de Paris[22] et prix spécial de la section "poésie"
- 1971 : médaille d'or[23] du 3e grand concours international de la Haute Académie de Lutèce de Paris
- 1969 : palme d'or[24] de l'International Arts Guild de Monte Carlo
- 1965 : Prix André Chénier de Vichy[25]

## Littérature et Poésie
- 2003 : biographie, photographies de Jean-Michel Tardy et Pierre Delinière, édition Sophie Zagradsky à l'imprimerie Castuera de Pampelune (Espagne)
- 1996 : de miel et de vinaigre recueil de poésies, édité à l'imprimerie Atlanta de la Bibliothèque Générale et Archives à Rabat (Maroc)
- 1974 : fleurs d'amandiers sur arabesques de sable, poèmes et croquis, édition Marcel Brunet à Casablanca (Maroc), bibliothèque des Archives de Rabat (Maroc)
- 1973 : La forêt morte, illustrée par les photographies de Giuliano Borghesan, édition personnelle
- 1972 : Étrange oiseau qu'un peintre au bord de l'eau poèmes et croquis, imprimerie Idéale de Casablanca (Maroc), Bibliothèque Générale Rabat (Maroc)
- 1971 : Les derniers fauconniers, illustrés par les photographies de Giuliano Borghesan
- 1970 : Tan-Tan, illustré par les photographies de Giuliano Borghesan, imprimerie Gaillard, Casablanca (Maroc)